# Еліз Троу
Еліз Ешлін Троу (народилася 27 квітня 1999) — американська співачка, авторка пісень, мультиінструменталістка і продюсерка.

## Біографія

### Раннє життя та освіта
Еліз Троу народилася в Ньюпорт-Біч, штат Каліфорнія, у родині Ар'є та Енн Троу. Коли Тру була маленькою, сім'я переїхала до Сан-Дієго. У шість років вона навчилася грати на фортепіано з наміром зіграти "My Immortal" Evanescence. У віці десяти років вона почала брати уроки гри на барабанах у інструктора Дейва Блекберна у Фоллбруку, Каліфорнія, після того, як зіграла на фальшивих барабанах у відеогрі Rock Band.
Троу відвідувала школу Bishop's School з 7-го по 11-й клас, яку закінчила перед випускним роком, щоб продовжити музичну кар'єру. Під час навчання в Bishop's вона також була відібрана в групу випускників Grammy Camp Фонду Греммі, що дозволило їй виступити разом з Семом Хантом в клубі Nokia (з тих пір перейменованому в The Novo) 11 лютого 2016 року.

### Кар'єра
У листопаді 2015 року Троу підписала контракт на випуск одного альбому з лейблом Pacific Records у Сан-Дієго. У вересні 2016 року вона покинула Pacific Records, викупивши свій контракт і зберігши всі права на свою музику. До жовтня 2016 року вона випустила чотири сингли: "X Marks the Spot", "She Talking", "Your Way" і "Burn".
24 лютого 2017 року Троу випустила свій дебютний альбом з десяти пісень "Unraveling" під власним лейблом Goober Records, що базується в Сан-Дієго. В альбомі вона грає на барабанах, вокалі, гітарі, фортепіано і бас-гітарі; треки були зведені і відмастеринговані Аланом Сандерсоном і Крістофером Хоффі. 
4 квітня 2017 року Троу з'явилася як барабанщиця у кліпі Фокса Уайльда "Soap". 7 травня 2017 року Трау відсвяткувала вихід свого дебютного альбому та своє 18-річчя у Університет Каліфорнії у Сан-Дієго.
Наприкінці 2017 та на початку 2018 року вона випустила два живі зациклені відеокліпи, які досягли значної кількості вірусності на Facebook та YouTube.
Троу з'явилася на шоу Джиммі Кіммела Live! 8 лютого 2018 року, після того, як її викреслили з епізоду від 30 січня 2018 року. Вона стала першою артисткою, яка з'явилася на круговій сцені у фойє шоу, де виконала мікс Foo Fighters / Боббі Колдуелл, а також пісню "Awake".
У 2019 році вона гастролювала на розігріві з групою Incubus з 16 по 27 жовтня.
Для художнього фільму Amazon Prime "Sound of Metal" Еліза співпрацювала з Тревісом Баркером, щоб переосмислити пісню Metallica "Enter Sandman".
У 2023 році вона випустила міні-альбом під назвою "Losing Sleep" і вирушила в концертний тур.

## Дискографія
- Unraveling (2017)
- 2017–2019 Collection (2020)
- Studio Live Session – Little Big Beat Studio (2020)
- Scary Pockets – Best Of 2020, кавер на пісню Fleetwood Mac "Dreams" (2021)
- Losing Sleep EP (2023)

## Зовнішні посилання
- Офіційний сайт